# 牧俊夫
牧 俊夫（まき としお、1955年 (昭和30年) 6月28日 - ）は、日本の実業家。株式会社ジュピターテレコム株式会社社長。

## 人物
- 1955年（昭和30年）6月28日生。愛知県出身。
- 中央大学経済学部を卒業[2]。

## 経歴
- 1979年（昭和54年）4月　株式会社アイチコーポレーション（旧社名は愛知車両）に入社。
- 1989年（平成 1年）7月　日本移動通信株式会社（IDO）に入社。
- 2000年（平成12年）10月 株式会社ディーディーアイ（現KDDI(株)）移動体事業部統括本部、au事業本部、au中部支社営業部長。
- 2001年（平成13年）10月 KDDI株式会社au事業本部、au商品企画本部、商品企画部長。
- 2004年（平成16年）4月　執行役員、au事業本部、au商品企画本部長。
- 2005年（平成17年）4月　執行役員、ブロードバンド・コンシューマ事業本部、ブロードバンド推進本部長。
- 2005年（平成17年）12月　執行役員、コンシューマ事業統括本部、ブロードバンド・コンシューマ事業本部長。
- 2007年（平成19年）4月　執行役員、リスク管理本部長。
- 2008年（平成20年）4月　中部テレコミュニケーション株式会社代表取締役社長。
- 2011年（平成23年）4月　KDDI株式会社執行役員、商品統括本部長。
- 2012年（平成24年）4月　執行役員、事業統括部担当。
- 2013年（平成25年）3月　代表取締役副社長。
- 2013年（平成25年）4月　代表取締役会長。
- 2014年（平成26年）1月　代表取締役社長[3]。
- 2016年（平成28年）6月　一般社団法人電気通信事業者協会副会長[4]。